# Дьяус
Дьяус (санскр. द्यौष्पितृ; рус. небо, день) — в ведийской религии божество дневного неба, муж Притхиви, отец Ушас, Ашвинов, Агни, адитьев, марутов, ангирасов.
Одно из древнейших божеств ведийского пантеона, верховный бог ранних гимнов, бог неба и небесного света. Был вытеснен образом Варуны. В «Ригведе» его культ уже находится на стадии угасания, а позднее он совсем исчезает из пантеона и появляется только эпизодически в «Махабхарате», где он причисляется к Васу. Его отождествляют с младшим братом Васу — Прабхасой.